# Церковь Святого Николая (Джуно)
Це́рковь Свято́го Никола́я (англ. St. Nicholas Russian Orthodox Church) — православный храм Аляскинской епархии Православной церкви в Америке, расположенный в городе Джуно, столице штата Аляска. С 1973 года входит Национальный реестр исторических мест США под номером 73000377. Настоятель — священник Симеон Джонсон.

## История
Церковь была сооружена в 1894 году. Русское присутствие на данной территории закончилось в 1867 году, однако к тому моменту определённое число представителей местных племён исповедовало православие. Так, церковь святого Николая была построена по инициативе крещёных тлинкитов при поддержке русских православных миссионеров.
Строительство началось в 1893 году и завершилось через год. Церковь была освящена в честь святителя Николая.

## Архитектура и убранство
Здание построено из дерева и облицовано белыми досками. Основной объём храма представляет собой в плане восьмигранник. В каждой грани прорезаны прямоугольные окна, обрамлённые наличниками синего цвета. Постройка увенчана крышей шатрового типа, грани которой сужаются и сходятся к фонарику, увенчанному луковичной главкой. С запада к основному объёму примыкает прямоугольные в плане сени, в которых расположен вход в церковь.
Внутри церковь имеет одноярусный деревянный иконостас. Росписи на стенах отсутствуют.